# Ašađ
Ašađ (mađ. Hásságy) je selo u južnoj Mađarskoj.
Zauzima površinu od 8 km četvornih.

## Zemljopisni položaj
Nalazi se na 46°2' sjeverne zemljopisne širine i 18°23' istočne zemljopisne dužine, približno na trećini puta od Pečuha do Mohača.

## Upravna organizacija
Upravno pripada Mohačkoj mikroregiji u Baranjskoj županiji. Poštanski broj je 7745.

## Stanovništvo
U Ašađu živi 294 stanovnika (2002.).

## Vanjske poveznice
- (mađ.) Hásságy Önkormányzatának honlapja  Arhivirana inačica izvorne stranice od 25. ožujka 2022. (Wayback Machine)
- Ašađ na fallingrain.com